# Club Deportiu Catalunya de Les Corts
El Club Deportiu Catalunya de Les Corts fou un antic club de futbol català de la ciutat de Barcelona, del barri de Les Corts.

## Història
L'any 1918 es fundà el Catalunya de Les Corts SC.¹ Fou un club modest però molt dinàmic dins del barri de Les Corts. A les dècades dels 20 i 30 jugà al tercer nivell del futbol català. L'any 1924 es proclamà campió de Barcelona d'aquesta categoria. També es proclamà campió del seu grup els anys 1922 i 1926. L'octubre de 1923 el club inaugurà un nou camp de futbol, situat entre avinguda Diagonal i el carrer Gelabert. Cap al 1926 juga a l'anomenat Camp d'en Galvany, situat també a la Diagonal.
Després de la Guerra Civil fou anomenat CD Catalunya de Les Corts. L'any 1946 es proclamà campió del seu grup en categoria aficionats. La seva millor temporada arribà deu anys més tard quan assolí l'ascens a Tercera Divisió, essent subcampió en el seu grup i subcampió en la fase d'ascens. Jugà una temporada entre els millors clubs modestos catalans acabant en la posició 21a.
El 30 de gener de l'any 1966 fou enderrocat el camp de Travessera de les Corts, després de més de 35 anys com a seu del club. Sense camp propi, el club passà a disputar els seus partits al camp de Torre Melina, a Collblanc. El club desaparegué al voltant de l'any 1970.
El club jugava amb camisa blava amb coll i una estreta franja vertical blanca al pit i pantalons blancs.
Durant els anys 20 i 30 les denominacions dels clubs que trobem a la premsa sovint no mantenen una unanimitat. Pel Catalunya de Les Corts el trobem esmentat de les següents formes:
- Catalunya SC de Les Corts (1923)[16]
- Catalunya Sporting Club (1927,[17][18] mateix nom que l'antic Catalunya Sporting Club²)
- FC Catalunya de Les Corts (1929)[19]
- Catalunya de Les Corts SC (1931)[20]
- o simplement Catalunya de Les Corts, com més cops és anomenat a la premsa de l'època

Als voltants de l'any 1911 es creà a Barcelona un club anomenat Catalunya Sporting Club. Aquest club, a més de al futbol es dedicava a practicar altres esports, com la boxa, l'atletisme i l'excursionisme. Va ser dissolt el 24 de setembre de 1915.

## Temporades
El club jugà una temporada a Tercera Divisió:
- 1956-57: 3a Divisió 21è

## Jugadors destacats
- Martí Ventolrà